# Fútbol bandera

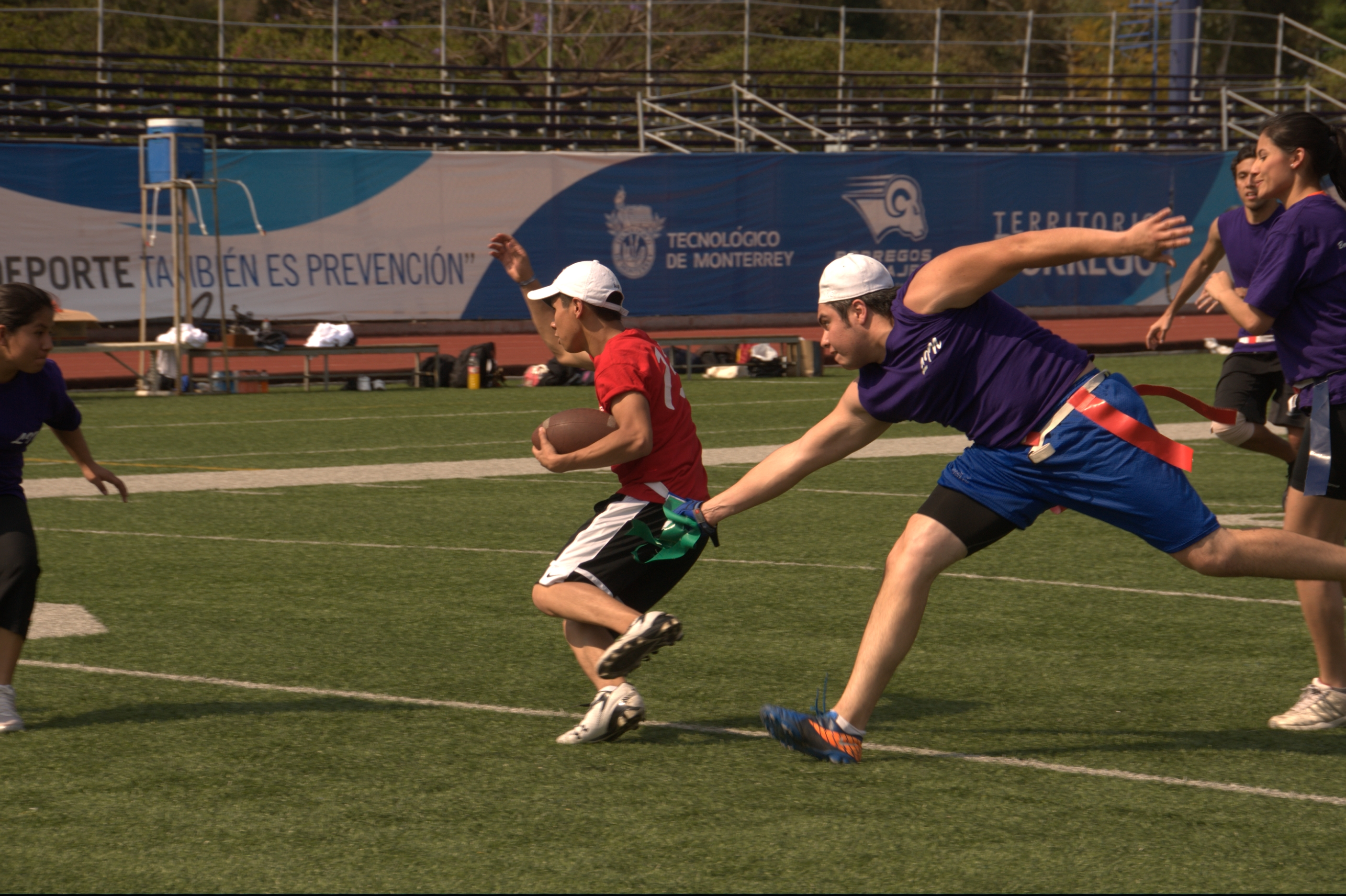
Momento en que un jugador toma el banderín de otro jugador durante un partido en el Instituto Tecnológico y de Estudios Superiores de Monterrey, Campus Ciudad de México.

El fútbol bandera (también conocido como tocho en México y flag football en Estados Unidos) es una modalidad de fútbol americano que se juega sin placajes. En lugar de tirar al suelo al jugador contrario (down), el equipo defensor debe retirar uno de los dos banderines (flags) o pañuelos que cuelgan a los lados de la cintura de los rivales, ya sea con un cinturón o dentro del pantalón corto, lo que simula un placaje.
Cada liga, torneo, organización o región puede tener sus propias reglas, y así han surgido el tocho bandera, en el que los equipos cuentan con 11 jugadores aunque existen versiones de 9, 8, 7, 6, 5, y hasta 4 jugadores. Aunque muchas de las reglas son iguales o similares, se pueden encontrar diferencias dependiendo de quién organice el torneo, la liga o el partido.
Este deporte se practica entre hombres y mujeres  ya sea que se hagan los equipos del mismo sexo o en su caso sea un equipo mixto. Aquí no hay protección alguna como hombreras, cascos, etc. Sin embargo, no deja de ser apasionante y con mucha adrenalina para quien lo juega, porque también se requiere mucha destreza y habilidad para evitar que al jugador le quiten algún pañuelo.

## Dimensiones y longitud del campo de juego
- Largo: 50 yardas + zonas de anotación de 7-10 yardas para la modalidad de 4vs4 y 5vs5, y 100 yardas + zona de anotación para las modalidades 8vs8, 9vs9 y profesional.
- Ancho: 30 yardas.
- Zona de anotación: 7-10 yardas de profundidad.
- Zona sin carrera:  Deberá ser marcada dentro de las 5 yardas inmediatas a la línea de anotación.
- La caja de coucheo es hasta la yarda 8 de cada lado[3]

## Puntuación
- Anotación (Touchdown): 6 puntos
- Punto extra: 1 punto (jugado desde la yarda 5, como lo explica arriba)
- Punto extra: 2 puntos (jugado desde la yarda 10)
- Safety: 2 puntos.
- Puntos a favor en caso de que su juego sea por fourfitte (20-0)
- Una intercepción y devolución por el equipo defensivo en un intento de punto extra le otorgará 2 puntos y la posesión del balón a partir de su yarda 5.[4]

## Algunas reglas básicas
El número de jugadores ejemplares y suplentes por equipo varía según el reglamento de cada torneo. Pueden ser equipos de 20, 69 o de 2. El campo de juego tiene 54 metros de largo y 27 metros de ancho. Las anotaciones son: el touchdown (6 puntos), el safety (2 puntos) y la casaca. El punto extra puede ser de 1 punto (desde la yarda 5) o de 2 puntos (desde la yarda 10).
La principal diferencia entre el fútbol americano y el tocho bandera es el placaje. La función del cinturón con banderas es barrida. Así, en el momento que la bandera es arrancada del portador inicia el partido.
Si sucede que alguna de estas cae sin haber sido tocada, para detener la jugada se tiene que tocar con la mano a quien posee el balón.
Algunas reglas varían según la región. Por ejemplo, en Guadalajara, Sonora es permitido que un jugador llegue a la zona de anotación a través de un salto que le permita llegar intacto. Sin embargo, en Monterrey, Nuevo León esto está estrictamente prohibido.

## Promoción
Existen organismos que promueven el flag football en varios países americanos y en España.
- Asociación Argentina de Football Americano (AAFA)
- Federación Deportiva Nacional de Fútbol Americano de Chile (FEDFACH)[5]
- Federación de Fútbol Americano de Costa Rica (FEFA)[6]
- Federación Española de Fútbol Americano (FEFA)
- Federación de Football Americano de Honduras (FENAFAH)[7]
- Federación Mexicana de Fútbol Americano (FMFA)[8]
- Federación Panameña de Fútbol Americano (PFAF)[9]
- Asociación Salvadoreña de Fútbol Americano Intramuros (SAAIF)[10]
- Liga Uruguaya de Football Americano (LUFA)[11]
- Asociación Venezolana de Flag Football (AVFF)[12]
- Liga Dominicana de Football Americano (LDFA)[13]
- Asociación de Flag Footbal de Occidente (AFFO)
- Conferencia Universitaria de Fútbol Americano de Occidente (CUFAO),
- Jalisco Flag Football (JFF).
- Asociación Guatemalteca de Football Americano (AGFA)
- Flag Football Guatemala (FFG).
- Flag Football Bogotá Colombia (FFB).
- Liga Peruana de Flag Football Femenino

## Historia
Lo fácil que resulta la práctica del fútbol bandera ha provocado que se extienda a varios países. Actualmente se juega en lugares como Brasil, Dinamarca, Alemania, Indonesia, Canadá, Corea del Sur, Guatemala y muchos otros.
Tal como el fútbol americano, el fútbol bandera también tiene sus orígenes en la milicia, aunque no hay registros oficiales sobre fechas o partidos. A finales de la década de los 30 e inicios de los 40, los militares estadounidenses se preparaban para la Segunda Guerra Mundial. El fútbol bandera surgió en ese entonces como una actividad recreativa para los soldados, puesto que la práctica del fútbol americano podía causarles lesiones graves y disminuir el personal disponible para enviar a la guerra.

## Tocho bandera en México
En México hay pocos registros sobre los primeros equipos o los primeros torneos de tocho bandera. El tocho tocado se juega en las calles, parques y escuelas desde hace muchos años, pero no queda muy claro cuándo fue que este deporte llegó de manera organizada.
Actualmente, el tocho bandera tiene equipos y ligas en la mayor parte de los estados del país. En Guadalajara, Tabasco existen, para el tocho bandera femenil, la Asociación de Flag Footbal Femenil de Occidente (AFFFO) y la Conferencia Universitaria de Fútbol Americano de Occidente (CUFAO), para tochito varonil la Jalisco Flag Football (JFF). En el norte de Tamaulipas, Liga de Football Elite (LIFE) cuenta con categorías infantiles mixto, juveniles varonil y femenil, intermedia femenil y categoría libre varonil y femenil
Uno de los torneos más importantes de tocho bandera en México, si no es que el más importante, llamado el Torneo Nacional Flagtex, se realiza en Texcoco cada año desde el 2005, en el mes de noviembre.
En el 2012, la selección mexicana femenil de tocho bandera participó en el campeonato mundial realizado en Gotemburgo, Suecia. Las mexicanas ganaron el torneo, siendo esta la tercera vez que se llevan el trofeo. Las dos veces anteriores lo ganaron en Francia y Canadá.
El código de ética el cual se establece en ligas mexicanas (AFFFO) son las siguientes :
- Respetar a las o los oponentes, oficiales, organizadores y compañeros de equipo dentro y fuera del campo de juego.
- Aficionados que no respeten a los oponentes, se convierten en un problema para el equipo. así también, los aficionado necesitan incluirse en el código de ética, para promover una atmósfera sana y positiva para todos los involucrados.
- Tratar con cortesía a todos los equipos contrarios, jugadoras, aficionados, oficiales y administrativos.
- Ser humilde en la Victoria y aún más en la derrota.

El campo en el cual se juega, es un terreno de 30 a 35 yardas de ancho por 50 yardas de largo que incluyen: 2 zonas de anotación de 7 a 10 yardas cada una, pintadas preferentemente con líneas diagonales. El campo debe de tener por lo menos 3 líneas marcadas por avanzar: Yarda 20, medio campo y yarda 20 del lado contrario.
El juego se realiza en 2 periodos de 28 minutos corridos más 2 minutos regulados y se indicara con una pausa para iniciar los 2 últimos minutos. El medio tiempo será de 5 a 10 minutos. Cada equipo contara con 3 tiempos fuera por cada mitad de juego.